# Fredonnement (son)
Un fredonnement est un son émis lorsque l’on fredonne, bouche ouverte ou fermée, forçant ainsi le son à s’échapper par le nez. Fredonner revient également à chantonner une mélodie à mi-voix, sans articuler de paroles.
Le fredonnement possède un timbre vocal particulier, généralement monotone ou bien avec de légères variations de tonalités. Il existe d’autres sons semblables au fredonnement, tel que le vrombissement d’un moteur ou le bourdonnement des ailes d’insectes ou d’oiseaux. Les ailes du colibri, par exemple, produisent en vol un bourdonnement aux sonorités très musicales.

## Mécanisme

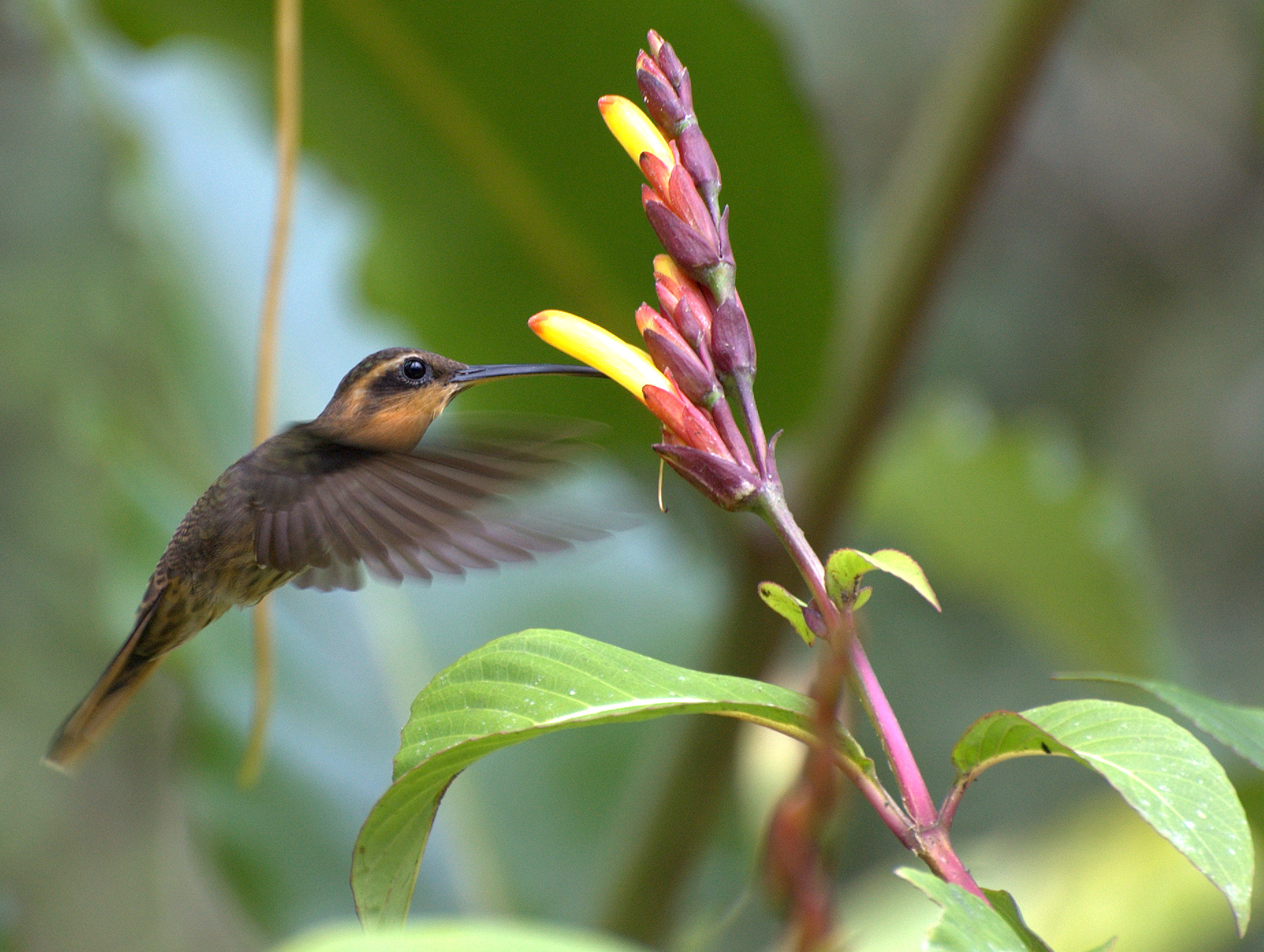
Un colibri en vol stationnaire

Le fredonnement humain (ou chantonnement) est dû à la résonance de l'air dans les différentes cavités (buccale, pharyngale et nasale) lors de la respiration. Le bourdonnement du colibri en vol, ou plus particulièrement en vol stationnaire, est également produit par résonance, sauf qu’en l’occurrence, le son est dû à la friction de l’air à travers les plumes.

## Le fredonnement dans l’évolution humaine
Joseph Jordania suggéra l’importance du rôle du fredonnement aux prémices de l’évolution humaine (hominien), notamment en ce qui concerne les sons de la communication animale. De nombreux animaux sociaux produisent des sons de manière désordonnée et indistincte lorsqu’ils vaquent à leurs occupations quotidiennes, comme le caquètement des poules. Ces sons ont deux fonctions : (1) faire savoir aux membres du groupe qu’ils sont en sécurité parmi les leurs, et (2) alerter les autres membres en cas de danger (bruit suspect, mouvements dans la forêt). La première poule qui détecte le danger cesse de bouger, puis regarde silencieusement en direction de la zone de danger. Les autres poules font rapidement de même et très vite toute la société animale se met à scruter les alentours à la recherche du danger. Charles Darwin fut le premier à remarquer ce phénomène dans ses travaux en se basant sur le comportement des chevaux sauvages et du bétail (Darwin, La Filiation de l’homme et la sélection liée au sexe, 1871). Joseph Jordania suggéra quant à lui que le silence pouvait être interprété comme un signe de danger, aussi bien pour la société humaine qu’animale et que la  douceur des fredonnements et des sonorités musicales a un effet apaisant sur l’homme. (Pour en savoir plus : musicothérapie, berceuse)

## Musique
Le fredonnement est régulièrement employé dans différents genres musicaux, en passant par la musique classique, le jazz, ou encore le R&B.

## Bienfaits thérapeutiques
Le fredonnement peut être utilisé comme modalité thérapeutique. Jonathan Goldman et Andi Goldman ont écrit un guide pour bénéficier des bienfaits du fredonnement en 2017 dans lequel des études scientifiques démontrent que fredonner réduit le stress et la pression artérielle tout en augmentant la circulation lymphatique et la libération d'endorphines, de mélatonine et d'oxyde nitrique dans le corps.